# Denefrith
Denefrith († zwischen 796 und 801) war Bischof von Sherborne. Er wurde 793 zum Bischof geweiht und trat sein Amt im gleichen Zeitraum an. Er starb zwischen 796 und 801.